# Nanofaser
Als Nanofasern werden im Allgemeinen Fasern mit einem Faserdurchmesser kleiner als 1000 Nanometer (nm) (1 µm) bezeichnet. Das Verhältnis von Faserlänge zu Faserdurchmesser ist größer als 1000:1. Anfänglich zählte man nur Fasern mit einem Durchmesser unter 100 nm zu den Nanofasern. Solche ultrafeinen Fasern mit einem Durchmesser <0,1 µm bzw. Feinheiten von <0,1 dtex trugen auch die Bezeichnung Supermicrofasern. Teilweise existiert für Fasern mit einem Durchmesser von 100 bis 1000 nm der Ausdruck Submikrofasern.
Nanofasern gibt es auf der Basis natürlicher und künstlicher (geschaffener) Materialien. Eine Nanofaser aus natürlichem Material ist z. B. die anorganische Asbestfaser, deren Nutzung aber in vielen Ländern aus gesundheitlichen Gründen verboten wurde. Nanofasern aus künstlichen Materialien unterscheidet man aufgrund ihres chemischen Aufbaus in solche aus Metallen, Keramiken, Polymeren auf der Basis natürlicher und synthetischer Ausgangsstoffe, Gläsern und Kristallen. Bezüglich der Materialeigenschaften können Nanofasern auch in magnetische, nichtlineare photonische, supraleitende, thermoelektrische, halbleitende u. a. aufgeteilt werden.

## Herstellungsverfahren
Es existieren verschiedene Verfahren zur Herstellung von Nanofasern. Dazu zählen Aufspalten von Bikomponentenfasern, Schmelzblasen (melt blowing), Strecken, Flash-Spinnen, Phasentrennung (Sol-Gel-Prozess), Zentrifugenspinnen, Templatesynthese, Selbstassemblierung, Chemische Gasphasenabscheidung und Elektrospinnen. Im Folgenden werden einige der Herstellungsverfahren kurz beschrieben:
- Spinnen von Bikomponentenfasern aus nicht mischbaren Polymeren in Form von Matrix-Fibrillen-Fasern aus einer Spinndüse und anschließendem weiteren Recken der Bikomponentenfaser und Extraktion der Matrixkomponente.[10] Mit diesem Verfahren können bis zu 4000 Nano-Fibrillen pro Bikomponentenfasern hergestellt werden. Die Fibrillen als Endlosnanofasern besitzen einen Durchmesser im Bereich von 300 nm,[11] der aber auch bei 39 nm liegen kann.[12] Als Beispiel für in Spinnfaserlänge geschnittene Bikomponentenfaserrn siehe Alcantara (Mikrofaserstoff).

- Schmelzblasen (melt blowing) von Thermoplasten, wobei auf einer Schmelzspinnanlage nach der Extrusion der Schmelze aus einer Düse die entstandenen Polymerfasern noch einmal durch einen Heißluftstrom aufgespalten werden und als Vlies auf einem Transportband oder einer Saugtrommel abgelegt wird. Die Durchmesserverteilung ist bei diesem Verfahren relativ breit angelegt, wobei der durchschnittliche Durchmesser größer 800 nm liegt.[13][14][15]

- Strecken (Verstrecken) ermöglicht das Herstellen langer Endlosnanofasern. Notwendig ist allerdings als Ausgangsstoff ein viskoelastisches Material, das eine starke Deformation erlaubt, trotzdem aber während des starken Verzugs zur Nanofaser festzusammenhängend bleibt. Es können Durchmesser größer 50 nm erreicht werden.[16][17][18]

- Flash-Spinnen ist ein Verfahren, bei dem die faserbildende Polymerlösung bei einer Temperatur über dem Siedepunkt des Lösungsmittel durch eine Düse ausgespritzt wird. Es kommt zu einem explosionsartigen Verdampfen des Lösungsmittels, wobei ein netzartiges Gefüge ultrafeiner Fasern(Nanofasern) entsteht.[19] Der Durchmesser der Nanofasern ist größer 200 nm.[20] siehe Tyvek

- Zentrifugenspinnen (Zenrtifugalspinnen) ist ein in verschiedenen Varianten vorkommendes Verfahren, das aber stets eine Hochgeschwindigkeits-Radialbewegung einer zentral platzierten Spinndüse einschließt, die flüssiges Polymer in Form einer Schmelze oder Lösung enthält. Die aus der Düse austretenden Polymerstrahlen werden durch die auftretende Zentrifugalkraft verstreckt und auf einen umgebenden Auffangbereich abgelegt.[21][22] Es können Nanofasern mit einem minimalen Durchmesser von 80 nm hergestellt werden. Die kommerziellen Zentrifugalspinnanlagen sind hochproduktiv. Verarbeitbar sind eine Vielzahl von Polymeren[23][24]

- Elektrospinnen ist das älteste und verbreitetste Verfahren zur Herstellung von Nanofasern, bei dem Hochspannung bis zu 30 kV auf eine aus einer Düse austretende Polymerlösung oder -schmelze einwirkt und dadurch ein Verstrecken und Aushärten des Polymerstrahls und ein Ablegen der Endlosnanofasern als Vlies auf einem Kollektor bewirkt. Es können Faserdurchmesser von 10 nm bis einige Mikrometer erreicht werden[25][26][27][28], siehe auch Elektrospinnen

Nanofasern werden meist in einem Verbundvlies verarbeitet, da die Nanofaservliese aufgrund ihrer Flächenmasse von oft nur 0,3 g/m² eine geringe Festigkeit besitzen. Für Synthesefaservliese bedeutet dies, dass sie bereits bei der Herstellung, z. B. durch Elektrospinnen, mit anderen Verfahren, wie Schmelzspinnen u. a., kombiniert werden und so einen Verbund mit Mikrofasern eingehen. Darüber hinaus können auch noch Stütz- oder Schutzvliese additiv zu dem Mikro-Nano-Faserverbund hinzukommen, so dass ein Verbundvlies entsteht. Bei Glasfaservliesen ist das Düsenblasverfahren zur Herstellung von Luftfiltervliesen mit nanoskaligen Fasern sehr verbreitet.
In den letzten Jahren wird aber auch über Entwicklungsarbeiten von Nanofasergarnen aus parallelen und verzwirnten Nanofaserfilamenten berichtet.

## Anwendung
Die Anwendung von Nanofasern konzentriert sich momentan auf die Luftfilterbranche. Hier wird zwischen zwei Materialien unterschieden, die standardmäßig in Luftfiltervliesen Verwendung finden, Glas- und Synthesefasern. Die Hersteller von Glasfasern für Luftfilter haben bereits langjährige Erfahrung mit integrierten Nanofasern. Dagegen ist die Verarbeitung von integrierten Nanofasern in Synthesefaservliesen etwas jünger.
Der Nutzen der Integration dieser ultradünnen Fasern in ein Luftfiltervlies wird durch den Slip-Flow-Effekt deutlich. Sie scheiden effektiv feine und ultrafeine Partikel ab und haben gleichzeitig so geringe Reibungskoeffizienten, dass sie energetisch in Hinblick auf die Druckdifferenz sehr interessant sind.
Weitere Anwendungsgebiete sind:
- Verstärkungsfasern in Verbundwerkstoffen
- Schutzbekleidung
- Medizinanwendung (z. B. Gewebeersatz, gesteuerter Arzneimitteltransport)
- Elektrische und optische Anwendungen
- Nanosensoren.